# Murdoch Nunatak
Murdoch Nunatak är en nunatak i Antarktis. Den ligger i Västantarktis. Argentina, Chile och Storbritannien gör anspråk på området. Toppen på Murdoch Nunatak är 277 meter över havet.
Terrängen runt Murdoch Nunatak är huvudsakligen platt, men den allra närmaste omgivningen är kuperad. Murdoch Nunatak är den högsta punkten i trakten. Trakten är obefolkad. Det finns inga samhällen i närheten. 